# Småkryp: Långfilmen
Småkryp: Långfilmen (franska: Minuscule : La Vallée des fourmis perdues) är en halvanimerad fransk långfilm skapad av Hélène Giraud och Thomas Szabo, samt producerad av Futurikon. Den hade premiär i Frankrike den 29 januari 2014. Filmen använder sig både av riktiga naturbilder och animerade insekter som interagerar med den. En uppföljare Småkryp 2: Äventyr i Karibien producerades 2019.

## Handling
En grupp svartmyror snubblar över en låda med socker kvarlämnad av ett par på picknick. På sin väg hem till stacken blir de förföljda och attackerade av aggressiva rödmyror som försöker sno åt sej deras byte.

## Rollista
- Jean-Paul Guyon – blivande fadern
- Sarah Cohen-Hadria – blivande modern